# Alta tensione (gioco)
Alta tensione (in tedesco Funkenschlag) è un gioco da tavolo in stile tedesco ideato da Friedemann Friese e pubblicato per la prima volta nel 2001 dalla 2F-Spiele. Nel 2004, con il nome Power Grid, è stata pubblicata la seconda edizione del gioco con alcune modifiche. L'edizione italiana, basata su Power Grid è pubblicata da Giochi Uniti.

## Ambientazione
Nel gioco, ogni giocatore rappresenta una compagnia elettrica che possiede centrali di vario tipo e cerca di rifornire di energia una rete di città. Nel corso della partita, i giocatori acquistano all'asta nuove centrali elettriche e comprano le risorse per rifornirle di combustibile e produrre energia per un numero crescente di città all'interno della loro rete in continua espansione.

## Regole e materiali

### Componenti (2ª edizione)
- Una plancia di gioco stampata sui due lati: Europa/America del nord;
- 132 segnalini in 6 colori differenti, raffiguranti i generatori elettrici;
- 83 segnalini risorsa: 27 carbone, 24 gas naturale, 20 petrolio, 12 uranio;
- 120 gettoni in "Elektro";
- 54 carte: 42 carte centrale elettrica, 1 carta "Fase 3", 5 carte riassuntive "Ricarico delle risorse", 6 carte riassuntive "Profitti".

### Regole

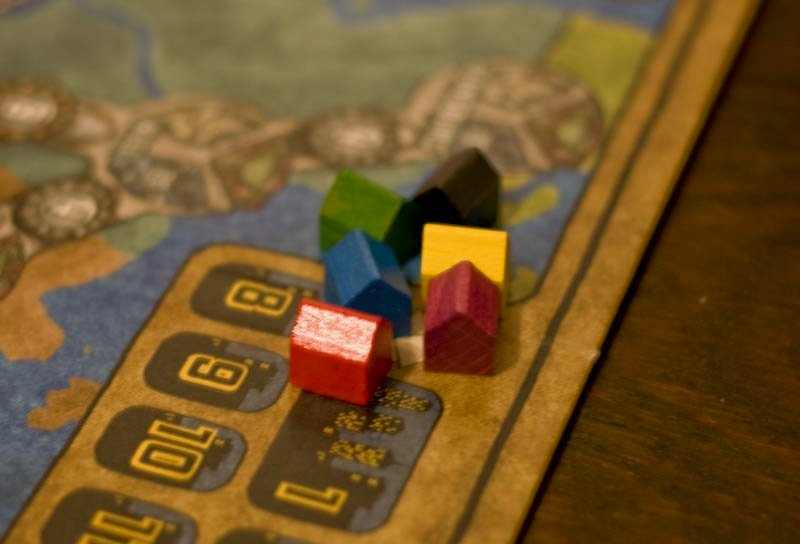
Particolare della plancia con i segnalini/generatori

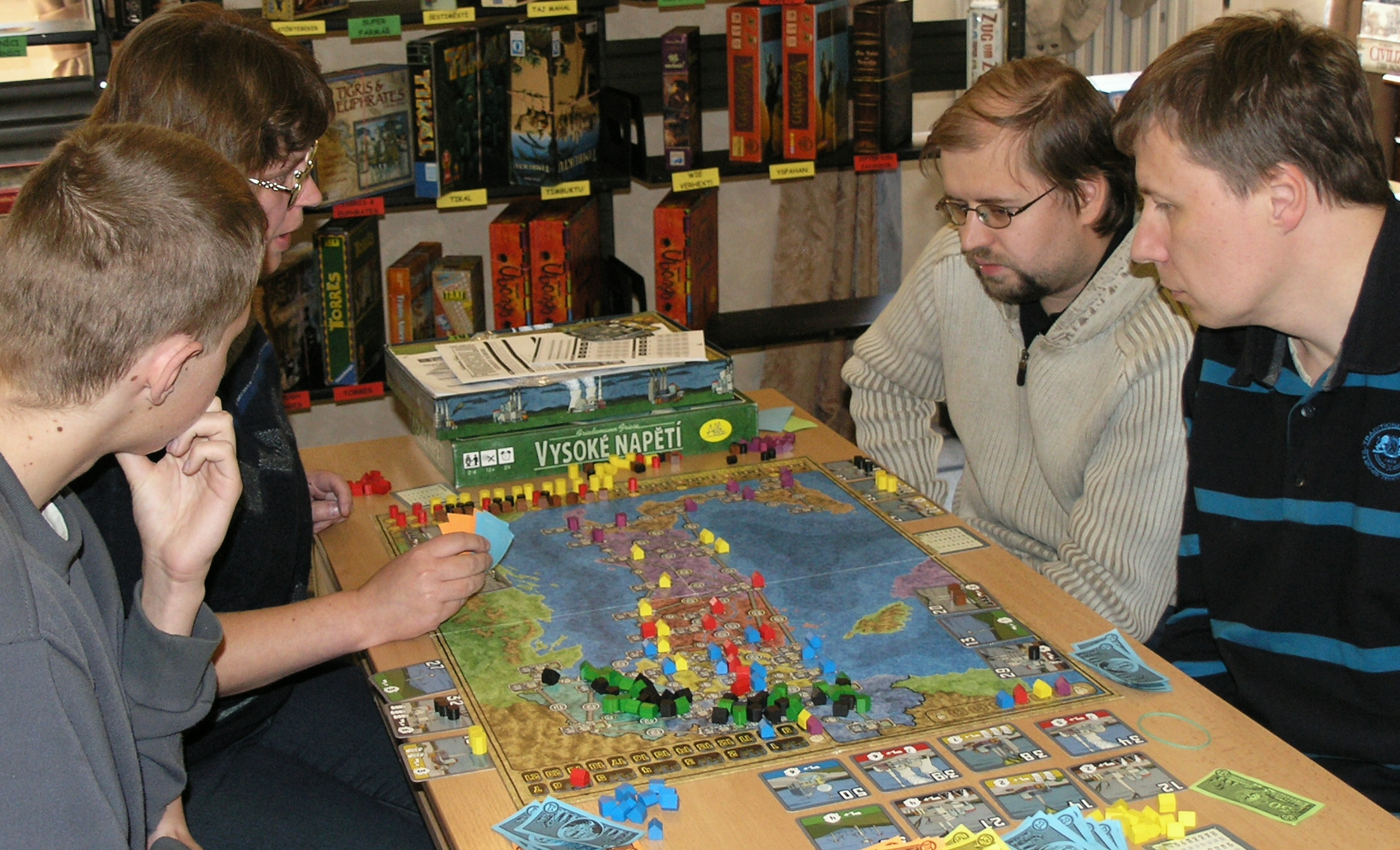
Una partita ad Alta Tensione con la mappa dell'Italia

Il gioco è provvisto di una plancia a due facce con una mappa degli Stati Uniti su un lato e una mappa della Germania sull'altro. Ogni mappa è divisa in sei regioni, che a loro volta contengono diverse città che si collegano, con costi variabili, alle altre regioni. Il numero delle regioni su cui viene svolta la partita dipende dal numero dei giocatori. La mappa stessa è una parte di importanza chiave nella strategia della partita, dato che le regioni contengono costi di connessione molto diversi tra di loro.
La partita si svolge in round, ognuno dei quali è diviso in 5 fasi
1. Determinare l'ordine del turno
2. Asta delle centrali elettriche
3. Comprare le risorse
4. Costruzione
5. Burocrazia

La partita termina quando un giocatore collega un numero prefissato di città. Il vincitore è il giocatore che può rifornire di energia il maggior numero di città all'interno della sua rete. In caso di pareggio si guarda la quantità di denaro posseduto, infine il numero di città alimentate nell'ultimo turno.
Fase 1 - Determinare l'ordine del turnoL'ordine del turno viene aggiornato all'inizio di ogni round a seconda del numero di città che ogni giocatore ha connesso tra loro. Il giocatore che ha più connessioni si piazza prima di un giocatore con meno connessioni e, e così via fino al giocatore con meno connessioni in assoluto, che giocherà per ultimo. Quando due giocatori possiedono lo stesso numero di città collegate, il giocatore che possiede la centrale con il valore più alto si piazza prima del giocatore con una centrale di valore inferiore. (Fa eccezione il primo turno: l'ordine dei giocatori è determinato casualmente all'inizio della partita, per poi essere aggiornato immediatamente dopo la prima asta per le centrali elettriche).
Fase 2 - Asta delle centrali elettricheL'ordine del turno determina chi inizia l'asta per le centrali. Comincia il primo giocatore, che può scegliere di passare invece che di puntare una base d'asta su di una centrale a scelta, ma in questo caso non potrà più partecipare a nessuna altra asta in quel turno. Un giocatore deve iniziare l'asta con un'offerta pari o superiore al valore indicato sulla centrale disponibile. Dopo l'offerta iniziale, i giocatori proseguono in senso orario a fare offerte crescenti, fino a che un giocatore non si aggiudica la centrale. Quando ciò avviene, il giocatore con la priorità di turno più alta (che può essere sempre il primo giocatore) può mettere all'asta un'altra centrale. La fase termina quando tutti i giocatori hanno acquistato una centrale o passato la loro opportunità di metterne una all'asta. Quando una centrale viene acquistata, una nuova viene pescata dal mazzo per rimpiazzarla, ma le centrali disponibili sono sempre posizionate in ordine numerico crescente, seguendo il loro valore.
Fase 3 - Comprare le risorseIn ordine di turno inverso i giocatori hanno la possibilità di comprare i combustibili per alimentare le loro centrali. I giocatori possono acquistare solo le risorse che possono usare e ogni centrale può immagazzinare solo il doppio delle risorse che consuma in un turno per funzionare. Perciò una centrale che usa due barili di petrolio ne può immagazzinare fino a quattro. Man mano che risorse sono acquistate diventano più costose, perciò l'ultimo di turno ha la possibilità di acquistarle al prezzo più economico, dato che l'ordine di turno è invertito.
Fase 4 — CostruzioneIn ordine di turno inverso i giocatori possono costruire le città. Nel primo turno un giocatore può costruire in qualunque città che non è occupata.  Nei turni successivi un giocatore può continuare ad espandere la sua rete pagando il valore del collegamento da una città che non occupa da una che già occupa. Nessun giocatore può costruire in una città più di una volta. La prima centrale costruita in una città costa 10  "Elektros" (la valuta del gioco), la seconda costa 15 e la terza 20.
Fase 5 - BurocraziaIn questa fase i giocatori spendono le loro risorse per far funzionare le centrali e alimentare le città, guadagnando un numero di Elektros dipendente dal numero di città che riescono ad alimentare. Quindi vengono rifornite le riserve di risorse combustibili disponibili per l'acquisto. Infine la centrale disponibile per l'acquisto di maggior valore è rimessa in fondo al mazzo delle centrali e si pesca una nuova centrale per sostituirla
Il gioco è ulteriormente suddiviso in 3 periodi. Nel primo periodo sono visibili otto centrali, ma solo le quattro di valore più basso sono disponibili per l'acquisto; durante la Fase 5, la centrale di valore più alto viene scartata e rimpiazzata con una nuova dal mazzo. In questo periodo in ogni città può costruire un solo giocatore.
Il secondo periodo inizia quando un qualunque giocatore costruisce un certo numero di città che dipende dal numero totale di giocatori. Anche in questo periodo la centrale di valore più alto viene scartata (questo viene fatto una sola volta). Inoltre si può costruire due volte in ogni città (rispettando sempre la regola che un giocatore può avere una sola casetta su di una città).
Il terzo periodo inizia quando viene pescata la carta "Step Three" dal mazzo delle centrali. Questa è inizialmente messa in fondo al mazzo. In questo periodo nella Fase 5 si scarta la centrale di livello più basso senza rimpiazzarla insieme a quella "Step 3"; le centrali disponibili all'acquisto sono adesso 6 e sono tutte disponibili per l'acquisto.
I tre periodi si differenziano anche per la velocità con cui sono rifornite le risorse di combustibili disponibili per l'acquisto, seguendo una tabella che varia a seconda del numero dei giocatori.

## Campionato italiano di Alta tensione
Sono state organizzate due edizioni dalla Boardgame League coinvolgendo centinaia di giocatori e appassionati da tutta Italia. Di seguito l'elenco delle edizioni con i relativi vincitori.
| Edizione | Anno | Sede della finale | Manifestazione   | Vincitore         | Secondo classificato | Terzo classificato |
| -------- | ---- | ----------------- | ---------------- | ----------------- | -------------------- | ------------------ |
| I        | 2011 | Serrungarina      | Metauro Wargames | Matteo Solcia     | Andrea Artesino      | Daniela Bigini     |
| II       | 2012 | Serrungarina      | Metauro Wargames | Davide Genestreti | Daniela Bigini       | Matteo Solcia      |

## Premi e riconoscimenti
- 2005 - Spiel des Jahres: gioco raccomandato[1];
- 2009 - Juego del Año: finalista[2];
- 2010 - Nederlandse Spellenprijs: gioco vincitore;